# Floyd Bennett Field
Il Floyd Bennett Field fu aperto come primo aeroporto municipale di New York City il 23 maggio 1931.

## Storia
Durante gli anni '30, fu sede di molti importanti voli di prim'ordine e record, che aiutarono a far progredire la tecnologia aeronautica durante "l'Età d'oro dell'aviazione".
Nel 1941, il Floyd Bennett Field fu venduto alla Marina degli Stati Uniti e divenne Naval Air Station-New York. Durante la seconda guerra mondiale, il Floyd Bennett Field era la stazione aerea navale più trafficata degli Stati Uniti. Il campo è stato utilizzato per l'addestramento e i voli di pattugliamento antisommergibile. Era anche la sede del comando del traghetto aereo navale che era responsabile dell'accettazione, della messa in servizio e del trasporto degli aerei navali dalle fabbriche alla flotta.

## Descrizione

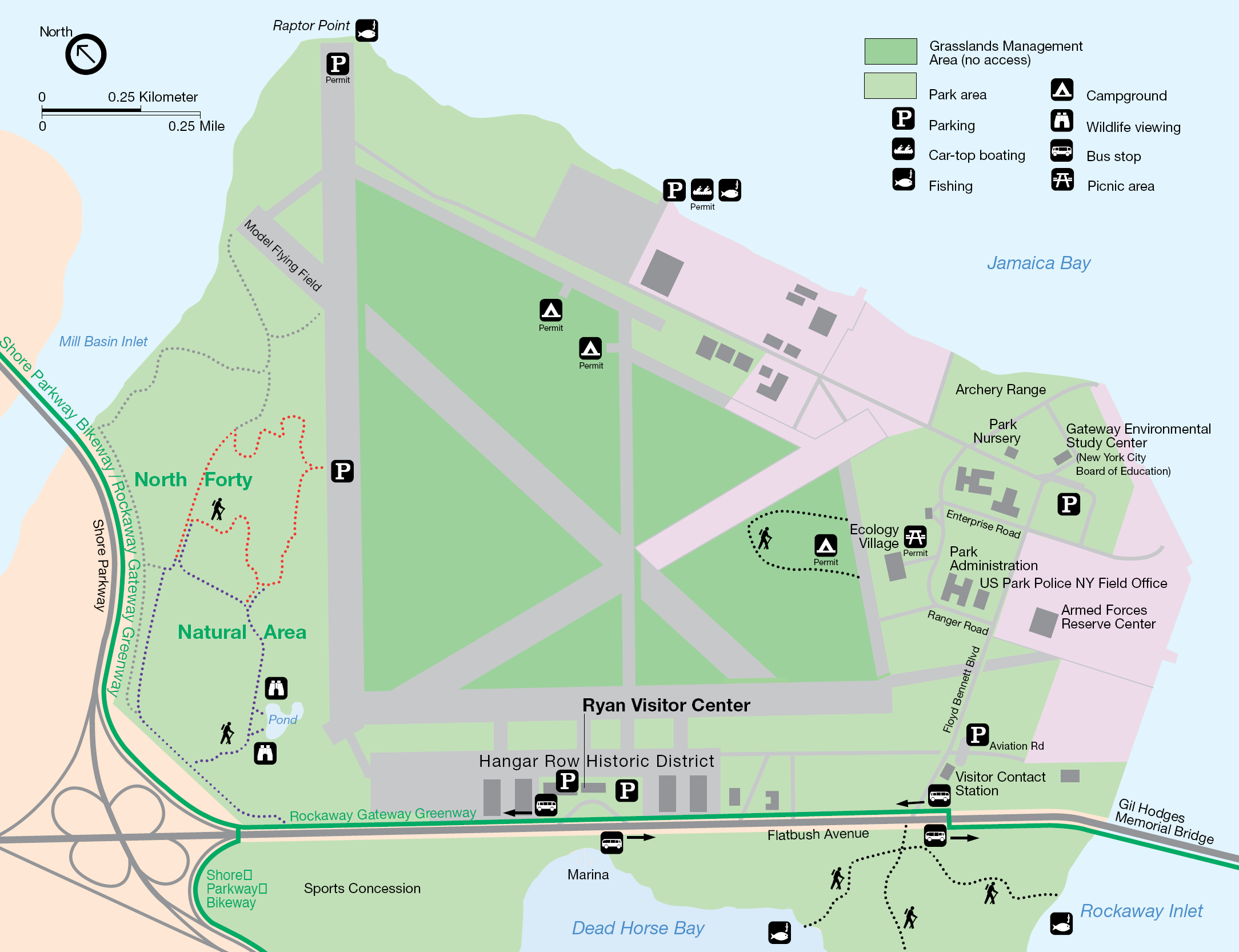
Mappa del 1998 del Floyd Bennett Field della National Park Service

Floyd Bennett Field si trova su un terreno di oltre 400 acri (400 ha) nella zona sud-est di Brooklyn, all'estremità occidentale di Long Island. Si trova a circa 20 miglia (32 km) da Manhattan. [213] Il campo stesso si trova sul lato orientale di Flatbush Avenue lungo la costa settentrionale di Rockaway Inlet. Ad ogni modo, il National Park Service gestisce i terreni su entrambi i lati del viale.